# Nikolaus Riser
Niklaus Riser (Dallenwil, 1539 o 1540 – Oberdorf, 1º aprile 1632) è stato un imprenditore, politico e militare svizzero.

## Biografia
Figlio di Hans Riser, originario della comunità (Ürte) di Stans, Nikolaus Riser, di religione cattolica, si sposò tre volte: prima con Veronika Herlig, figlia di Jakob Herlig, poi con Anna Keller, figlia di Jakob Keller, tesoriere, e infine con Elisabeth Ambauen. Fu usciere cantonale dal 1572 al 1575, commissario a Bellinzona dal 1576 al 1577 e dal 1582 al 1583, responsabile delle strade e delle costruzioni dal 1585 al 1590 e Landamano di Nidvaldo nel 1609 e nel 1615. Nel 1590 fu nominato cavaliere pontificio.
Più importante di quella militare e politica fu la sua attività imprenditoriale, avviata all'età di 56 anni. Nel Rotzloch dal 1597 sorsero per sua iniziativa una cartiera, uno stabilimento balneare, un frantoio, un polverificio, una segheria, una conceria e una fonderia. Facoltoso, fu proprietario di numerose tenute agricole, come quelle di Obere Pünt e Dableten a Oberdorf, di una panetteria, una locanda e diverse case a Stans.